# Babylons kungar

## Kronologi och källor
Huvudartikel: Främre Orientens kronologi
Den babyloniska kronologin är baserad på nedtecknade kungalistor med regeringsår, forntida daterade astronomiska observationer, och viktiga historiska länkar som finns mellan Babylonien och Assyrien.
För den gammal-babyloniska tiden är de babyloniska observationerna av planeten Venus viktigast. Beräkningar av dessa astronomiska observationer visar att de kan dateras till återkommande perioder av ca 60 år. Därför finns en "hög", "medel", och "låg" kronologi för den gammal-babyloniska tiden, vilka skiljer sig åt med upp till 120 år. I princip kan dessa dateringar även förskjutas ännu längre framåt i 60-årscykler. Även om mycket talar för den lägre kronologin förekommer alla tre i litteraturen. Hammurabis regeringstid kan därför variera mellan:
- Hög kronologi: 1848 - 1806 f.Kr.
- Medel kronologi: 1792 - 1750 f.Kr.
- Låg kronologi: 1728 - 1686 f.Kr.

Kassiterdynastin och Sjölandsdynastin är helt avhängiga av dateringen av den assyriska kungalistan för denna period, +/- 10 år.
Tiden efter 747 f.Kr. anses vara helt tillförlitlig ifråga om dateringar. Dessa årtal kan fastställas genom astronomiska dateringar i den lista över solförmörkelser som astronomen Ptolemaios angav i sitt verk Almagest.

## Babyloniens kungalista
Kunganamnen anges på akkadiska respektive ur den svenska bibelöversättningen.

### Babylons första dynasti
- Hög kronologi: 1894-1651 f.Kr.
- Medel kronologi: 1838-1595 f.Kr.
- Låg kronologi: 1774-1531 f.Kr.

| - Sumu-abum - Sumu-la-El - Sabium - Apil-Sin - Sin-muballit - Hammurabi | - Samsu-iluna - Abi-eshuh - Ammi-ditana - Ammi-saduqa - Samsu-ditana |

### Sjölandsdynastin eller Babylons fjärde dynasti (från Isin)
| - Marduk-kabit-ahhešu 1154-1146 f.Kr. - Itti-Marduk-balatu 1145-1132 f.Kr. - Ninurta-nadin-šumi 1131-1126 f.Kr. - Nabu-kudurri-usur Nebukadnessar I 1125-1103 f.Kr. - Enlil-nadin-apli 1102-1100 f.Kr. - Marduk-nadin-ahhe 1099-1082 f.Kr. | - Marduk-šapik-zeri 1081-1069 f.Kr. - Adad-apla-iddina 1068-1046 f.Kr. - Marduk-ahhe-eriba 1046 f.Kr. - Marduk-zer-X 1045-1033 f.Kr. - Nabu-šum-libur 1032-1025 f.Kr. |

### Babylons nionde och tionde dynasti 747-626 f.Kr.
Under denna period regerades Babylonien av assyriska kungar och deras tillsatta vicekungar samt inhemska kaldeiska kungar. Merodak-Baladans och Sanheribs uppdelade regeringstider avser deras kontroll över Babylon. På grund av de ständiga kungabytena mellan rivaliserande assyriska och kaldeiska kungar, vilka inte erkände varandra, anges regeringstiderna för dessa i faktisk tid.
| - Nabu-nasir Nabonassar 747-734 f.Kr. - Nabu-nadin-zeri 733-732 f.Kr. - Nabu-šuma-ukin II 732 f.Kr. - Nabu-mukin-zeri 731-729 f.Kr. - Pulu Pul / Tiglat-Pilesar III 729-727 f.Kr. - Ululayu Salmanassar V 726-722 f.Kr. - Marduk-apla-iddina II Merodak-Baladan 722-710 f.Kr. - Šarru-kin Sargon II 710-705 f.Kr. - Sin-ahhe-eriba Sanherib 704-703 f.Kr. - Marduk-zakir-šumi II 703 f.Kr. | - Marduk-apla-iddina II Merodak-Baladan 703 f.Kr. - Bel-ibni 703-700 f.Kr. - Aššur-nadin-šumi 700-694 f.Kr. - Nergal-ušezib 694-693 f.Kr. - Mušezib-Marduk 693-689 f.Kr. - Sin-ahhe-eriba Sanherib 689-681 f.Kr. - Aššur-ahhe-iddina Assarhaddon 680-669 f.Kr. - Šamaš-šum-ukin 668-648 f.Kr. - Kandalanu 647-627 f.Kr. |

### Neo-babyloniska eller Kaldeiska dynastin 626-539 f.Kr.
- Nabu-apla-usur Nabopolassar 626-605 f.Kr.
- Nabu-kudurri-usur Nebukadnessar II 604-562 f.Kr.
- Amel-Marduk Evil-Merodak 561-560 f.Kr.
- Nergal-šar-usur Neriglissar 559-556 f.Kr.
- Labaši-Marduk 556 f.Kr.
- Nabu-na'id Nabonidus 556-539 f.Kr.

- - Babylon erövras av Cyrus (Kyros II) av Persien 539 f.Kr.